# Prinsepia utilis
Prinsepia utilis ist ein kleiner Strauch mit weißen Blüten und rotbraunen bis schwarzbraunen Früchten aus der Familie der Rosengewächse (Rosaceae). Das natürliche Verbreitungsgebiet dieser Dornkirschen-Art liegt in China, Bhutan, Nepal, Indien und Pakistan. Die Früchte können als Obst verwendet werden, das aus den Samen gewonnene Öl dient der Zubereitung von Speisen.

## Beschreibung
Prinsepia utilis ist ein 1 bis 5 Meter hoher Strauch mit graugrünen und dicken Ästen und grünen bis graugrünen, gewinkelten, braun behaarten bis beinahe kahlen Zweigen. Die Dornen sind bis zu 3,5 Zentimeter lang, beinahe kahl und häufig belaubt. Die Winterknospen sind purpurrot, eiförmig bis länglich und beinahe kahl. Die Laubblätter haben einen etwa 5 Millimeter langen und kahlen Stiel, Nebenblätter wurden nicht beobachtet. Die Blattspreite ist einfach, 3,5 bis 9 Zentimeter lang und 1,5 bis 3 Zentimeter breit, länglich bis eiförmig-lanzettlich, mit spitzer oder lang zugespitzter Spitze, breit keilförmiger bis gerundeter Basis und fein gesägtem Blattrand.
Die Blütenstände sind 3 bis 6 Zentimeter lange, vielblütige Trauben in den Blattachseln oder an kurzen Zweigen. Die Blütenstandsachse ist braun behaart und bald verkahlend. Die Trag- und Vorblätter sind ebenfalls braun behaart, lanzettlich und verkahlend. Die Blüten haben Durchmesser von etwa 10 Millimetern. Der Blütenstiel ist 4 bis 8 Millimeter lang, braun behaart und bald verkahlend. Der Blütenbecher ist tassenförmig und außen braun behaart. Die Kelchblätter sind rundlich bis breit-eiförmig, außen anfangs braun behaart und am Rand dicht braun behaart. Die Kronblätter sind weiß, breit-eiförmig mit kurz genagelter Basis und an der Spitze ausgebissenem Blattrand. Die Staubblätter sind in zwei oder drei Quirlen angeordnet. Der Fruchtknoten ist kahl, der Griffel kurz. Die Steinfrüchte sind rotbraun bis schwarzbraun, länglich bis verkehrt-eiförmig-länglich und erreichen Durchmesser von etwa 8 Millimetern. 
Prinsepia utilis blüht von April bis Mai, die Früchte reifen von August bis September.
Die Chromosomenzahl beträgt 2n = 32.

## Verbreitung
Das natürliche Verbreitungsgebiet liegt in China in den Provinzen Guizhou, Sichuan, Yunnan und im Autonomen Gebiet Tibet, in Bhutan, Nepal, im Norden von Indien und in Pakistan. Prinsepia utilis wächst auf Berghängen, Ödland, Tälern und entlang von Wegen in 1000 bis 2600 Metern Höhe auf sauren bis alkalischen, sandigen bis lehmigen, gut durchlässigen Böden an sonnigen bis halbschattigen Standorten.

## Systematik und Forschungsgeschichte
Prinsepia utilis ist eine Art aus der Gattung der Dornkirschen (Prinsepia) in der Familie der Rosengewächse (Rosaceae). Dort wird sie in der Unterfamilie Spiraeoideae der Tribus Osmaronieae zugeordnet. Die Art wurde von John Forbes Royle 1834 erstbeschrieben. Der Gattungsname Prinsepia erinnert an den englischen Archäologen und Kolonialverwalter James Prinsep (1799–1840), der als erster Europäer die Gebote des altindischen Königs Ashoka entzifferte. Das Artepitheton utilis stammt aus dem Lateinischen und bedeutet „nützlich“.

## Verwendung
Die Früchte werden als Obst roh oder gekocht gegessen. Aus den Samen wird Öl gewonnen, das in der Küche verwendet wird.

## Nachweise